# Brickellia eupatorioides
Brickellia eupatorioides es una especie de planta fanerógama perteneciente a la familia de las asteráceas.

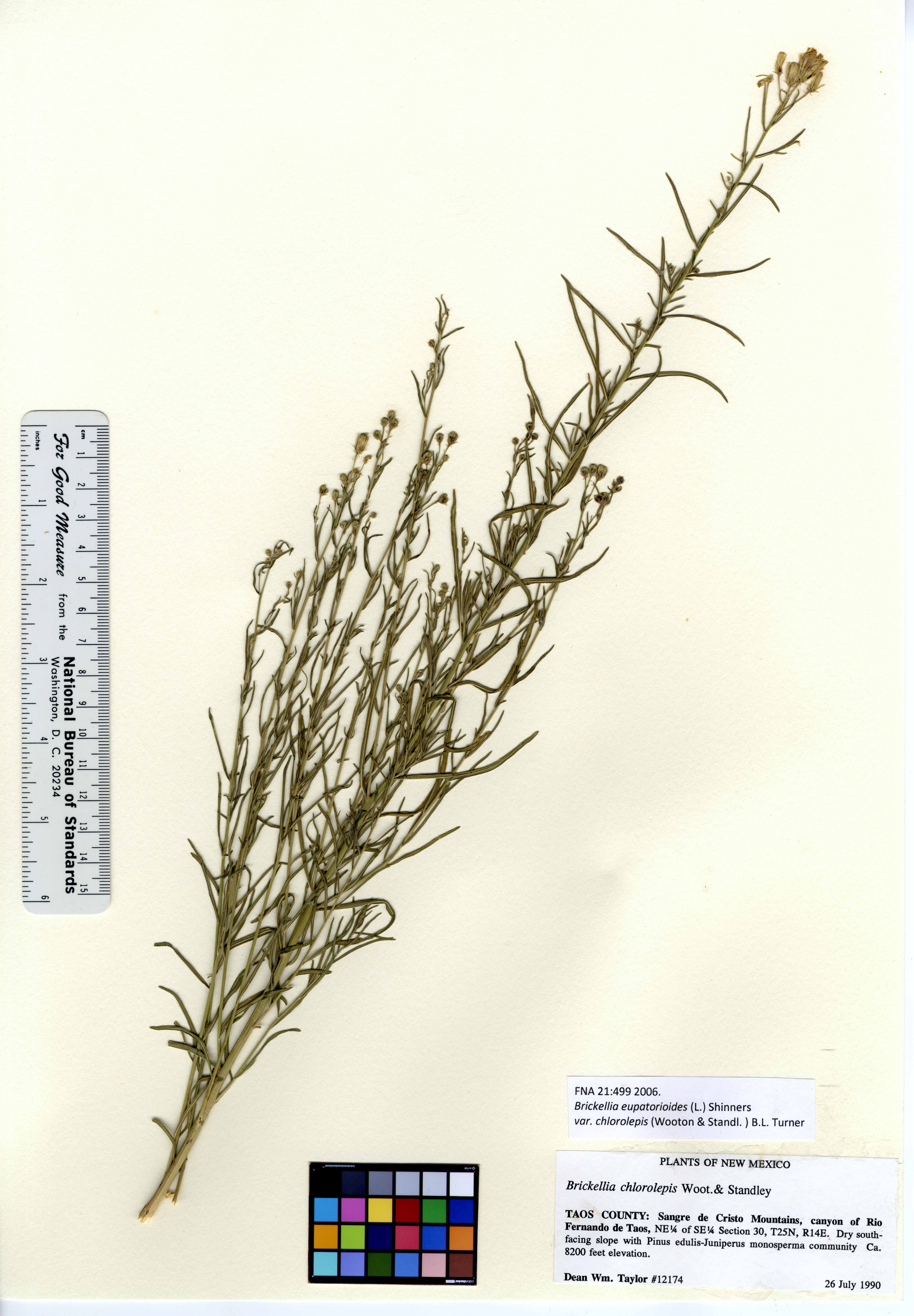
Muestra de herbario

## Distribución y hábitat
Está muy extendida en México desde Chihuahua a Oaxaca, y en los Estados Unidos (todas las regiones de la EE. UU. contigua a excepción de Nueva Inglaterra, Nueva York y la costa oeste ).

## Descripción
Brickellia eupatorioides es una planta perenne que alcanza un tamaño de hasta 200 cm de altura, creciendo desde una base leñosa. Produce muchas pequeñas cabezas de flores de color amarillo, lavanda o marrón los floretes del disco, pero no tiene flores liguladas.

## Taxonomía
Brickellia eupatorioides fue descrita por (L.) Shinners y publicado en Sida 4(3): 274. 1971.
Etimología
Brickellia: nombre genérico otorgado en honor del médico y naturalista estadounidense John Brickell (1749-1809).
eupatorioides; epíteto latíno que significa "similar al género Eupatorium"
Variedades aceptadas
- Brickellia eupatorioides var. corymbulosa (Torr. & A.Gray) Shinners
- Brickellia eupatorioides var. floridana (R.W.Long) B.L.Turner
- Brickellia eupatorioides var. gracillima (A.Gray) B.L.Turner
- Brickellia eupatorioides var. texana (Shinners) Shinners

Sinonimia
- Brickellia rosmarinifolia (Vent.) W.A.Weber
- Critonia kuhnia Gaertn.
- Eupatorium alternifolium Ard.
- Eupatorium kuhnia Crantz
- Kuhnia altaica Raf.
- Kuhnia cinerea Raf.
- Kuhnia critonia Willd.
- Kuhnia dasypia Raf.
- Kuhnia divaricata Raf.
- Kuhnia elliptica Raf.
- Kuhnia eupatorioides L.
- Kuhnia fitzpatrickii Nelson
- Kuhnia fulva Raf.
- Kuhnia glabra Raf.
- Kuhnia glomerata Raf.
- Kuhnia glutinosa Elliott
- Kuhnia gooddingii Nelson
- Kuhnia jacobaea Lunell
- Kuhnia latifolia Raf.
- Kuhnia macrantha Buckley
- Kuhnia maximiliani Sinning
- Kuhnia media Raf.
- Kuhnia paniculata Cass.
- Kuhnia pubescens Raf.
- Kuhnia reticulata Nelson
- Kuhnia suaveolens Fresen.
- Kuhnia tuberosa Raf.
- Kuhnia virgata Raf.
- Brickellia chlorolepis (Wooton & Standl.) Shinners, syn of var. chlorolepis
- Kuhnia microphylla Shinners, syn of var. chlorolepis
- Brickellia schaffneri (A.Gray) Shinners, syn of var. chlorolepis
- Kuhnia chlorolepis Wooton & Standl., syn of var. chlorolepis
- Kuhnia hitchcocki Nelson, syn of var. corymbulosa
- Kuhnia hitchcockii Nelson, syn of var. corymbulosa
- Brickellia mosieri (Small) Shinners, syn of var. floridana[5]